# Ionthosmittia caudiga
Ionthosmittia caudiga är en tvåvingeart som beskrevs av Ole Anton Saether och Andersen 1995. Ionthosmittia caudiga ingår i släktet Ionthosmittia och familjen fjädermyggor.
Artens utbredningsområde är Tanzania. Inga underarter finns listade i Catalogue of Life.